# Kaylee Manns
Kaylee Manns (Topeka, 27 gennaio 1988) è una pallavolista statunitense, palleggiatrice dell'Athletes Unlimited.

## Carriera

### Club
Kaylee Manns muove i suoi primi passi nella pallavolo nella formazione giovanile del Topeka Impact. Parallelamente partecipa ai tornei delle scuole superiori del Kansas con la Washburn Rural HS, mentre dopo il diploma gioca a livello universitario con la Iowa State dal 2006 al 2009, in NCAA Division I, ricevendo qualche riconoscimento individuale.
Nella stagione 2010-11 firma il suo primo contratto professionistico nella Lega Nazionale A svizzera, dove difende i colori del Düdingen, mentre nella stagione seguente emigra inizialmente in Germania, vestendo la maglia del Suhl, in 1. Bundesliga, ma dopo un breve periodo si trasferisce in Norvegia, dove viene ingaggiata in Eliteserien dallo Stod, con cui termina l'annata conquistando lo scudetto e venendo premiata come miglior palleggiatrice del torneo.
Dopo aver partecipato al campionato mondiale per club 2013 con le Iowa Ice, si accasa per un biennio nelle Filippine, dove partecipa alla PSL Grand Prix Conference 2013 e 2014 rispettivamente col PLDT e il Mane 'n Tail. Resta quindi inattiva per un'annata, rientrando in campo nel campionato 2015-16, quando viene ingaggiata dal Rota Koleji, nella divisione cadetta turca, dove ritorna, dopo aver partecipato alla V-League Reinforced Open Conference 2016 con il BaliPure, anche qualche mese dopo l'inizio del campionato seguente, ma difendendo i colori del Beylikdüzü Vİ, col quale centra la promozione in Sultanlar Ligi.
Inattiva per un biennio, fa il suo ritorno in campo nella stagione 2019-20, ingaggiata dalle albanesi del Partizani Tirana. In seguito torna in patria per partecipare alla prima edizione dell'Athletes Unlimited.

## Palmarès

### Club
- Campionato norvegese: 1

2011-12

### Premi individuali
- 2008 - All-America Second Team
- 2008 - NCAA Division I: Austin Regional All-Tournament Team
- 2009 - All-America Second Team
- 2012 - Eliteserien: Miglior palleggiatrice
- 2013 - PSL Grand Prix Conference: Miglior palleggiatrice